# Gonna (Sangerhausen)
Gonna (lokale Aussprache: [ˈjɔnə]) ist ein Stadtteil der am Südharz gelegenen Stadt Sangerhausen im Landkreis Mansfeld-Südharz in Sachsen-Anhalt.

## Lage
Der Ort wird von einem gleichnamigen Bach Gonna durchflossen und liegt rund 4 km nordnordöstlich von Sangerhausen.
Gonna liegt in der Gipskarstlandschaft Pölsfeld. Das Naturschutzgebiet mit dem Kennzeichen NSG 0164 ist rund 859 Hektar groß.

## Geschichte
Bis 2005 war Gonna eine politisch eigenständige Gemeinde. Am 1. Oktober 2005 wurde sie nach Sangerhausen eingemeindet.
In einem zwischen 881 und 899 entstandenen Verzeichnis des Zehnten des Klosters Hersfeld wird Gonna als zehntpflichtiger Ort Cunnaha im Friesenfeld erstmals urkundlich erwähnt. Wolfgang Kahl analysierte den Zeitraum 830–850.

## Persönlichkeiten
- Johann Karl Christoph Ferber (1739–1786), Hochschullehrer an der Universität Helmstedt und Philosoph